# 烏岑斯托夫

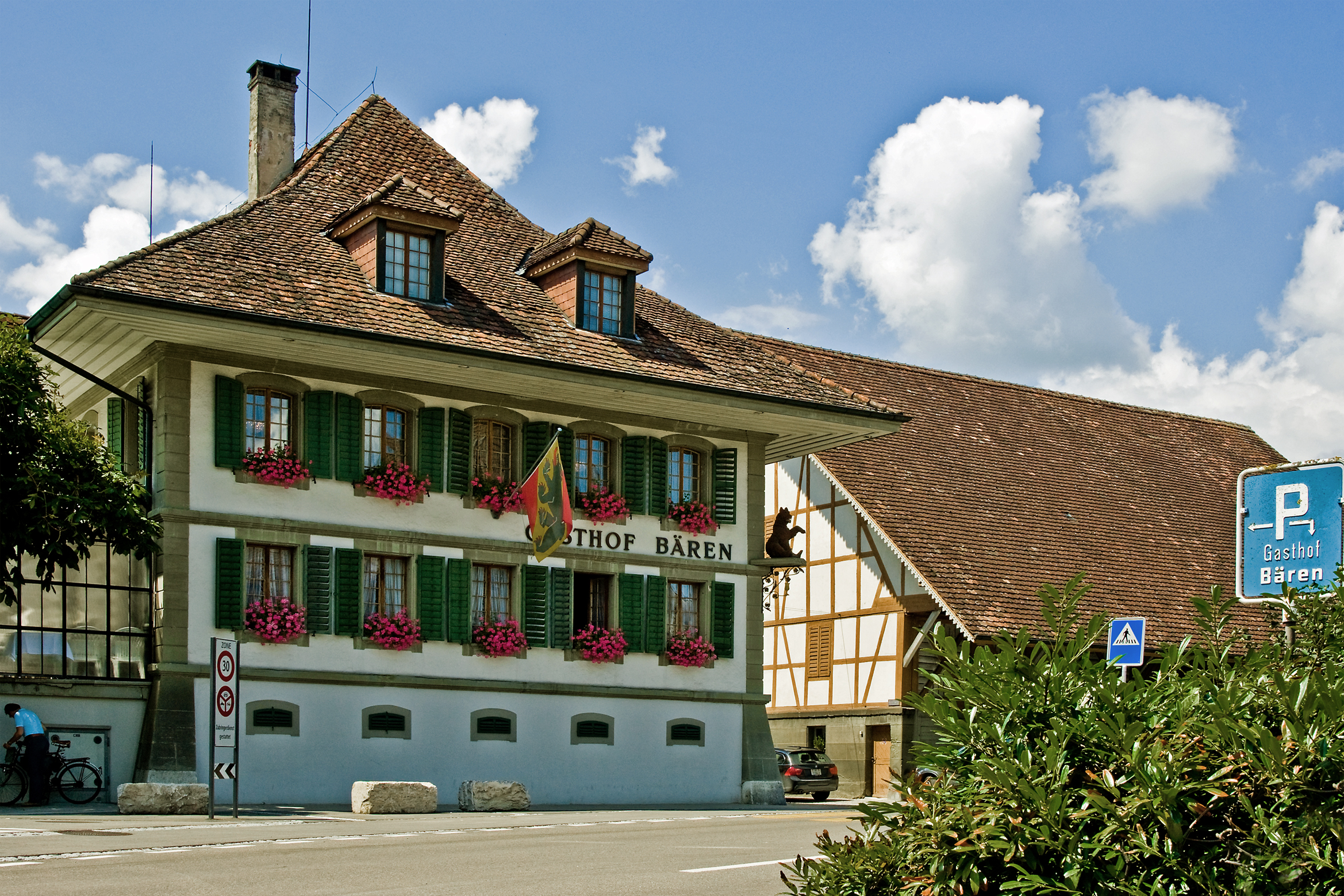

烏岑斯托夫是瑞士的城鎮，位於該國中西部，由伯恩州負責管轄，面積16.93平方公里，海拔高度476米，2011年人口4,106，七成半人口信奉基督教，人口密度每平方公里243人。